# 21-я отдельная гвардейская мотострелковая бригада
21-я отдельная гвардейская мотострелковая Омско-Новобугская Краснознамённая, ордена Богдана Хмельницкого бригада (21 омсбр, в/ч 12128) — тактическое соединение Сухопутных войск Российской Федерации в период 2009—2024 гг.
Формирование в период 2009—2024 гг. входило в состав 2-й гвардейской общевойсковой армии Центрального военного округа. Пунктом постоянной дислокации было село Тоцкое Оренбургской области.

## Состав
- управление[3];
- 1-й мотострелковый батальон;
- 2-й мотострелковый батальон;
- 1-й танковый батальон;
- 2-й танковый батальон;
- 1-й гаубичный самоходно-артиллерийский дивизион;
- 2-й гаубичный самоходно-артиллерийский дивизион;
- реактивный дивизион;
- батарея ПТУР (противотанковых управляемых ракет);
- зенитный дивизион;
- разведывательный батальон;
- инженерно-сапёрный батальон;
- батальон управления (связи);
- батальон материально-технического обеспечения;
- батарея управления и артиллерийской разведки;
- стрелковая рота (снайперов);
- рота БЛА;
- рота РХБЗ;
- рота РЭБ;
- медицинская рота;
- взвод управления и радиолокационной разведки (начальника противовоздушной обороны)
- взвод военной полиции;
- полигон;
- оркестр;
- типография.

## История
1 июня 2009 года, в связи с реорганизацией и оптимизацией численности Вооружённых сил 27-я гвардейская мотострелковая дивизия была переформирована в 21-ю отдельную гвардейскую мотострелковую бригаду.
Бригада наследует традиции, исторический формуляр, знамя, награды и боевую славу 27-й гвардейской мотострелковой Омско-Новобугской Краснознамённой, ордена Богдана Хмельницкого дивизии, сформированой 12 декабря 1941 года и в период Великой Отечественной войны прошедшей с боями от Москвы до Берлина.

### Вторжение на Украину
С 2022 года бригада участвует в российском нападении на Украину в составе группировки войск (сил) «Центр».
11 июля 2023 года бригада вытеснила украинские войска с высот возле реки Жеребец в Луганской области.
В конце июля 2023 года бригада отражала украинские атаки на Кармазиновку в Луганской области в ходе боёв на сватовском направлении.
С октября 2023 года бригада вела наступление в направлении Каменки Ясиноватского района в ходе боёв за Авдеевку.

## Отличившиеся воины
- Гвардии майор Панов, Сергей Александрович (посмертно) — командир разведывательного батальона. Навечно внесён в список личного состава 21-й омсбр.
- Гвардии старший лейтенант Белов, Степан Михайлович — командир танковой роты.